# Now You're Gone – The Album
Now You're Gone – The Album je první studiové album švédského producenta taneční hudby Basshuntera.

## Seznam skladeb
| Now You're Gone – The Album | Now You're Gone – The Album                        | Now You're Gone – The Album |
| Pořadí                      | Název                                              | Délka                       |
| --------------------------- | -------------------------------------------------- | --------------------------- |
| 1.                          | Now You're Gone (feat. DJ Mental Theo's Bazzheadz) | 2:30                        |
| 2.                          | All I Ever Wanted                                  | 2:58                        |
| 3.                          | Please Don't Go                                    | 2:50                        |
| 4.                          | I Miss You                                         | 3:47                        |
| 5.                          | Angel in the Night                                 | 3:23                        |
| 6.                          | In Her Eyes                                        | 3:14                        |
| 7.                          | Love You More                                      | 3:52                        |
| 8.                          | Camilla                                            | 3:16                        |
| 9.                          | Dream Girl                                         | 4:28                        |
| 10.                         | I Can Walk on Water                                | 3:46                        |
| 11.                         | Bass Creator                                       | 5:02                        |
| 12.                         | Russia Privjet                                     | 4:05                        |
| Celková délka:              | Celková délka:                                     | 55:51                       |

| Now You're Gone - The Album – Bonus tracks | Now You're Gone - The Album – Bonus tracks | Now You're Gone - The Album – Bonus tracks |
| Pořadí                                     | Název                                      | Délka                                      |
| ------------------------------------------ | ------------------------------------------ | ------------------------------------------ |
| 13.                                        | Boten Anna                                 | 3:29                                       |
| 14.                                        | DotA                                       | 3:22                                       |
| 15.                                        | Now You're Gone (Fonzerelli Edit)          | 3:15                                       |
| 16.                                        | All I Ever Wanted (Fonzerelli Edit)        | 2:34                                       |